# Microsoft Teams
Microsoft Teams je aplikace, která umožňuje textovou komunikaci, video hovory, datové úložiště pro ukládání souborů (na těchto souborech lze také spolupracovat) a integraci dalších aplikací do tohoto prostředí.
Služba je integrována v předplatném Office 365. Platforma také umožňuje integrovat produkty jiných společností. Microsoft Teams je konkurence služeb jako je například Slack.
Společnost Microsoft představila Teams na události v New Yorku a službu spustila dne 4. listopadu 2016. Platformu Microsoft Teams vytvořil viceprezident společnosti Microsoft Brian MacDonald, který platformu v současné době také vede.
Microsoft Teams je nástupcem platformy Skype for Business, která byla ukončena 31. července 2021.
Po ukončení aplikace Skype pro standardní uživatele dne 5. května 2025 byla aplikace Microsoft Teams nabídnuta uživatelům jako plnohodnotná náhrada s migrací jejich dat do této aplikace.

## Historie
4. března 2016 Microsoft vyvrátil v médiích původní záměr koupit Slack za 8 miliard dolarů, jelikož Bill Gates byl proti této koupi s odůvodněním, že firma by se měla namísto toho zaměřit na zlepšení Skype for Business. Qi Lu, výkonný viceprezident aplikací a služeb, prosazoval nákup Slacku. Po odchodu Qi Lu později tohoto roku Microsoft 2. listopadu 2016 představil veřejnosti platformu Microsoft Teams jako přímou konkurenci Slacku.
Společnost Slack spustila celostránkovou inzerci v New York Times, což potvrdilo jejich obavu z konkurenční služby. Ačkoli Slack používá 28 společností ve Fortune 100, The Verge napsal, že představitelé společnosti se budou zaobírat platbou za službu Slack, která poskytuje podobné funkce ve stávajícím předplatném služby Office 365 bez dalších nákladů. Společnost ZDNet oznámila, že společnosti si nekonkurují ve stejné oblasti služeb.
3. května 2017 společnost Microsoft oznámila, že nahradí Microsoft Classroom v Office 365 Education. Ode dne 7. září 2017 mohli uživatelé zaznamenat zprávu, která uvádí, že „Skype for Business je nyní Microsoft Team“. To také bylo potvrzeno 25. září 2017 na výroční konferenci společnosti Microsoft.
12. července 2018 společnost Microsoft představila bezplatnou verzi Microsoft Teamu, která nabízí většinu funkcí, ale omezuje počet uživatelů a kapacitu pro ukládání souborů. V lednu 2019 společnost Microsoft vydala aktualizaci zaměřenou na „Firstline Workers“, aby zlepšila interoperabilitu Microsoft Teams mezi různými počítači pro maloobchodní pracovníky.
S rozšířením využití MS Teams během pandemie covidu-19 firma do platformy integrovala nové funkce, často inspirované konkurenční platformou Zoom, jako jsou diskuzní podskupiny (breakout rooms), detailnější analýzy o využívání aplikace nebo docházkový systém. Od roku 2020 MS Teams umožňuje tvorbu a udělování otevřených digitálních odznaků Open Badge.

## Vlastnosti

### Hovory
- Okamžité zasílání zpráv
- Voice over IP (VoIP)
- Videokonference uvnitř klientského programu

Microsoft Teams podporují veřejnou telefonní síť (PSTN), která umožňuje uživatelům volat na telefonní čísla skrz tuto platformu.

### Schůzky
Schůzky lze naplánovat nebo vytvořit ad-hoc a uživatelé, kteří navštíví kanál, budou moci vidět, že právě probíhá schůzka. Týmy mají také plugin pro aplikaci Microsoft Outlook, aby mohly ostatní pozvat na setkání týmů.

### Vzdělávání
Týmy společnosti Microsoft umožňují učitelům distribuovat, poskytovat zpětné vazby a klasifikovat studentské úkoly, které odešly prostřednictvím týmů, pomocí karty Přiřazení, která je k dispozici účastníkům Office 365 for Education. Kvízy mohou být také přiřazeny studentům prostřednictvím integrace s formuláři Office.

## Podobné ukončené produkty společnosti Microsoft
- Microsoft Lync
- Windows Meeting Space
- Microsoft NetMeeting
- Microsoft Office Live Meeting